# Леной, Павел
Павел Леной (бел. Павел Ленай; 20 июня 1981, Гомель, БССР, СССР — 3 марта 2009, Минск, Белоруссия) — белорусский преступник, рецидивист, насильник, педофил и убийца. В 2007 году изнасиловал и убил 9-летнего Сашу Бондаренко в Гомеле, в 2008 году приговорён к смертной казни, в 2009 году расстрелян по приговору суда.

## Биография

### Первые преступления
Павел Леной учился в одном классе с дядей своей будущей жертвы Саши Бондаренко, которого впоследствии убил. По его рассказам, для своего отца он был нежеланным ребёнком, в школе терпел издевательства сверстников из-за своей упитанности. Также с его слов, в детстве он был изнасилован взрослым мужчиной. Первый раз Леной был осуждён в 2002 году за развратные действия в отношении несовершеннолетнего. Его приговорили к трём годам лишения свободы. В колонии терпел издевательства от других заключённых. Отсидев 8 месяцев, в 2003 году Леной вышел досрочно. Однако в том же году совершил насильственные действия сексуального характера в отношении малолетнего мальчика в лифте, за что был приговорён к 8 годам лишения свободы. Наказание отбывал в ИК № 2 в Бобруйске. В сентябре 2007 года (за 3 недели до убийства) в очередной раз освободился раньше срока по амнистии, отсидев 4 года. Оставшийся срок заменили исправительными работами. Леной сразу же устроился на работу сварщиком. Характеризовался положительно. Уже на третий день после освобождения он предпринял попытку заманить мальчика в подъезд. Но в тот раз Леного спугнули прохожие, привлечённые спором мужчины и ребёнка.

### Убийство Саши Бондаренко
24 сентября 2007 года в Новобелицком районе Гомеля Леной встретил племянника своего одноклассника 9-летнего Сашу Бондаренко, учащегося 3 «Б» класса местной школы №2. Перед этим он выпил на работе водку и вино. Леной попросил Сашу помочь ему настроить MMS в сотовом телефоне и пообещал за это деньги. Вместе с мальчиком он сначала зашёл за пивом, а затем, по его предложению, они отправились в лес. На следствии Леной объяснил мотив преступления: он предложил мальчику вступить с ним в половую связь, но тот отказался. Преступник оглушил и изнасиловал ребёнка. Уходя, мальчик пригрозил рассказать всё родителям, тогда Леной догнал мальчика и стал избивать и душить. Он нанёс ему 12 ударов в голову, шею и грудь, причём удары были такой силы, что на грудной клетке Саши остались следы протектора от подошвы его ботинка. Педофил мучил ребёнка больше трёх часов. Саша умер от разрыва сердца.

### Расследование
Мать Саши пришла в милицию около 21:00. У мальчика был мобильный телефон, поэтому мама время от времени звонила Саше. Вскоре очередные звонки были сброшены несколько раз, затем телефон и вовсе стал недоступен.
Начальник уголовного розыска Новобелицкого РОВД Гомеля Евгений Марахин, который в 2002 году задерживал Леного за развратные действия, вместе с другими оперативниками сразу отправился к друзьям Саши, которые рассказали, что около 19:00 его увёл некий мужчина. Друг Саши опознал Леного по фотографии из картотеки ранее судимых. Выяснилось, что преступник жил неподалёку от семьи Саши и напротив школы, где учился убитый мальчик. Дети, игравшие во дворе, откуда преступник увёл ребёнка, вспомнили, что Леной и раньше приходил во двор, пытаясь завязать контакт с кем-нибудь из детей и зазвать их к себе домой или в подвал.
Около часа ночи преступник пришёл на работу, вымыл руки, сменил одежду. Возможно, хотел создать видимость того, что работал до поздней ночи, тем самым заработать себе алиби. На допросах не хотел признаваться в убийстве, но под давлением улик заплакал и к утру сознался в преступлении. Сказал, что оставил мальчика где-то возле железнодорожной станции Лисички под Гомелем. Долго водил милицию по лесу, но всё же указал точное место, где спрятал труп. Тело Саши нашли на рассвете в кустах, в трёх километрах от Гомеля и в двух километрах от посёлка Победа.
Во время следствия Леной постоянно говорил о том, что покончит жизнь самоубийством. Его помещали в индивидуальную камеру, внимательно следили, чтобы он ничего с собой не сделал. Психиатрическая экспертиза признала Леного вменяемым.

### Суд и казнь
Павлу Леному было предъявлено обвинение по п. 2, 6 ч. 2 ст. 139 (убийство, совершенное с особой жестокостью в отношении малолетнего) и ч. 3 ст. 167 (насильственные действия сексуального характера, совершенные вопреки воле потерпевшего, с применением насилия и использованием беспомощного состояния заведомо малолетнего) Уголовного кодекса Республики Беларусь. Судебный процесс проходил в закрытом режиме. Мать и бабушка погибшего Саши сообщили информационной компании БелаПАН, что обвиняемый вёл себя спокойно и цинично, вину признавал частично, говорил, что не хотел убивать ребёнка. По словам родственников Саши, Леной сам написал речь в свою защиту для адвоката на четырёх страницах. На суд ни разу не пришла мать преступника.
20 июня 2008 года Гомельский областной суд приговорил Павла Леного к исключительной мере наказания — смертной казни через расстрел. В тот же день у Леного был день рождения: ему исполнилось 27 лет. Слушая приговор, подсудимый трясся от страха и плакал. 6 октября 2008 года суд повторно огласил смертный приговор. Преступник обжаловал приговор, однако Верховный суд Белоруссии его оставил без изменений. 3 марта 2009 года смертный приговор в отношении Леного был приведён в исполнение в столичном СИЗО №1.